# پائولو بالدیری
پائولو بالدیری (انگلیسی: Paolo Baldieri؛ زادهٔ ۲ فوریهٔ ۱۹۶۵) بازیکن فوتبال اهل ایتالیا است.
از باشگاه‌هایی که در آن بازی کرده‌است می‌توان به باشگاه فوتبال پروجا، باشگاه فوتبال لچه، باشگاه فوتبال آ.اس. رم، باشگاه فوتبال دلفینو پسکارا، باشگاه فوتبال پیزا، باشگاه فوتبال امپولی، و باشگاه فوتبال آولینو اشاره کرد.
وی همچنین در تیم ملی فوتبال زیر ۲۱ سال ایتالیا بازی کرده‌است.